# Эксперимент Паунда и Ребки

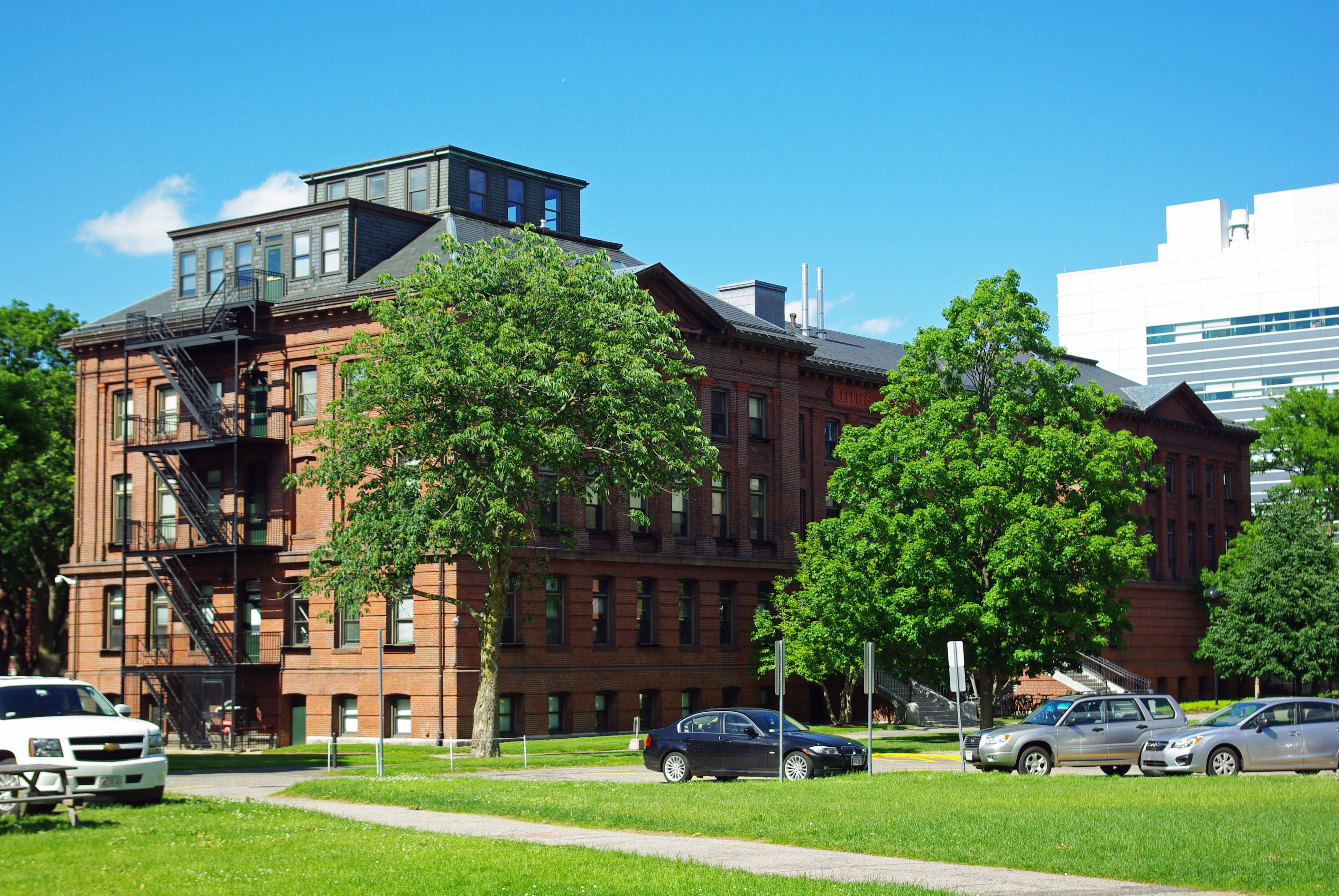
Джефферсоновская физическая лаборатория в Гарвардском университете. Эксперимент был выполнен в башне левого крыла, которая частично скрыта чердаком, надстроенным позднее

Экспериме́нт Па́унда и Ре́бки — проверка замедления хода времени в поле тяготения (экспериментальное подтверждение существования гравитационного красного смещения), предложенная в 1959 и осуществлённая в 1959—1960 годах сотрудником Гарвардского университета Робертом Паундом и его аспирантом Гленом Ребкой в лабораторном контролируемом эксперименте. Полученное значение в пределах ошибок эксперимента (10 %) блестяще подтвердило принцип эквивалентности и основанную на нём общую теорию относительности Эйнштейна. Позже (в 1964 году) в подобном эксперименте Паунд и Снайдер получили совпадение измеренного и теоретического значений с точностью около 1 %. В 1980 году точность проверки релятивистских предсказаний гравитационного красного смещения была улучшена до 0,007 % в экспериментах Gravity Probe A с водородным мазером в космосе.

## Предпосылки эксперимента
Ещё в 1916 году Эйнштейн предложил три варианта экспериментальной проверки своей общей теории относительности (они известны как классические тесты ОТО):
- аномальная прецессия перигелия Меркурия;
- отклонение света Солнцем;
- гравитационное красное смещение (или замедление хода часов в гравитационном поле).

Первый эффект был обнаружен ещё в 1859 году и оставался необъяснённым до появления ОТО. Второй эффект был подтверждён наблюдениями Эддингтона во время солнечного затмения в 1919 году, которые стали решающими для признания теории Эйнштейна не только в сообществе физиков, но и в массовой культуре. Однако третий классический тест ввиду крайней малости ожидаемого эффекта замедления времени в слабом гравитационном поле Земли (и даже Солнца) не мог быть надёжно проверен до тех пор, пока экспериментальная техника не достигла должной чувствительности. Ранние попытки включали в себя измерения красного смещения спектральных линий Солнца и белых карликов, однако потому, что смещение типично значительно меньше полной ширины таких линий и может вызываться и другими причинами (в случае Солнца основной причиной является крупномасштабная конвекция в солнечных ячейках), интерпретации экспериментов оставались противоречивыми. В результате этот аспект теории дожидался надёжной проверки более сорока лет.

## Описание эксперимента
Для определения разности темпа хода времени в разнесённых по высоте точках Паунд и Ребка использовали измерения частоты фотонов в двух точках вдоль их траектории: в точке испускания и в точке поглощения. Разность в измеренной частоте в верхней и нижней точках указывает на разность хода времени в этих точках. Гамма-квант с энергией 14,4 кэВ, испускаемый возбуждённым ядром 57Fe в переходе на основное состояние, проходил расстояние H = 22,5 м по вертикали в поле тяготения Земли и резонансно поглощался мишенью из того же материала. При точном совпадении частот фотона в точке испускания и поглощения и отсутствии отдачи испускающего и поглощающего ядер вероятность поглощения максимальна (источник и поглотитель настроены в резонанс); при расхождении частоты фотона и поглотителя вероятность поглощения уменьшается, в зависимости от разности частот и «остроты» резонанса (то есть ширины линии поглощения). 
Эта схема эквивалентна радиопередатчику и радиоприёмнику, настроенным на одну частоту; согласно ОТО, когда приёмник переносится вниз, в точку с большим гравитационным потенциалом, частота, на которую он настроен, уменьшается с точки зрения наблюдателя, оставшегося возле передатчика, как замедляются и любые другие процессы, и в результате приёмник и передатчик выходят из резонанса — электромагнитное излучение передатчика перестаёт поглощаться приёмником. Однако эффект в слабом гравитационном поле Земли очень мал, поэтому его обнаружение наталкивается на существенные экспериментальные трудности. 
В первую очередь, даже при излучении и поглощении в одной точке (то есть даже в отсутствие гравитационного красного смещения) будет наблюдаться существенный доплеровский сдвиг частот между излучающим и поглощающим атомами ввиду того, что оба атома получают импульс отдачи от фотона. Этот доплеровский сдвиг отдачи для одиночного атома железа-57 на пять порядков больше ожидаемого эффекта. Поэтому в эксперименте использовался открытый всего за два года до его проведения эффект Мёссбауэра, который обеспечивает поглощение импульса отдачи при испускании и поглощении фотона не отдельным ядром атома, а всем кристаллом (точнее, его небольшой, но уже макроскопической частью), так что энергия фотона при излучении практически не тратится на отдачу.
Для вычисления изменения частоты электромагнитного излучения, испущенного в гравитационном поле, используется принцип эквивалентности. Наличие однородного гравитационного поля с напряжённостью (ускорением свободного падения) {\displaystyle g} в инерциальной системе отсчёта эквивалентно ускоренному движению системы отсчёта с ускорением {\displaystyle -g} в отсутствие гравитационного поля. То есть в данном опыте можно заменить наличие поле тяготения предположением о движении источника и приёмника с ускорением {\displaystyle a=-g,} которое направлено вверх. Если считать, что излучение волны с частотой {\displaystyle \nu } происходит в тот момент, когда скорость источника равна нулю, то спустя время {\displaystyle \delta t=H/c,} когда волна достигнет приёмника, его скорость будет равна {\displaystyle v=g\delta t=gH/c} (где c — скорость света). При вычислении относительной скорости {\displaystyle v} в формуле эффекта Доплера
{\displaystyle {\frac {\delta \nu }{\nu }}={\frac {v}{c}}}
скорость источника следует брать в момент излучения, а скорость приёмника — в момент прихода волны. Поэтому использование этой формулы показывает, что вследствие эффекта Доплера будет наблюдаться сдвиг частоты, равный
{\displaystyle {\frac {\delta \nu }{\nu }}=-{\frac {gH}{c^{2}}}.}
Если гравитационное поле неоднородно, то при прохождении светом малого участка {\displaystyle d{\vec {r}}}, на котором напряженность гравитационного поля {\displaystyle {\vec {g}}} можно считать однородным,
{\displaystyle {\frac {\delta \nu }{\nu }}=-{\frac {{\vec {g}}d{\vec {r}}}{c^{2}}}.}
При прохождении светом конечного пути в неоднородном гравитационном поле это равенство необходимо проинтегрировать:
{\displaystyle \ln {\frac {\nu _{2}}{\nu _{1}}}=-{\frac {1}{c^{2}}}\int {\vec {g}}d{\vec {r}}=-{\frac {\varphi _{2}-\varphi _{1}}{c^{2}}}.}
где {\displaystyle \varphi _{2},\varphi _{1}} — гравитационный потенциал в точках конца и начала пути света. В случае малой разности гравитационных потенциалов {\displaystyle |\varphi _{2}-\varphi _{1}|\ll c^{2}}:
{\displaystyle {\frac {\nu _{2}-\nu _{1}}{\nu _{1}}}=-{\frac {\varphi _{2}-\varphi _{1}}{c^{2}}}}
С другой точки зрения, изменение частоты электромагнитного излучения в гравитационном поле вызвано замедлением собственного времени. Промежуток собственного времени между двумя событиями в одной и той же точке пространства:
{\displaystyle \tau ={\frac {1}{c}}\int {\sqrt {}}g_{00}dx^{0}},
где {\displaystyle g_{00}} — компонента метрического тензора, {\displaystyle c} — скорость света. В постоянном гравитационном поле частота света, измеренная в координатном времени, не изменяется вдоль светового луча, а измеряемая опытным путём равна {\displaystyle \nu ={\frac {1}{\tau _{0}}}} ({\displaystyle \tau _{0}} — период колебаний, измеряемый в собственном времени {\displaystyle \tau }) и зависит от собственного времени. Отношение частот {\displaystyle \nu _{2}} и {\displaystyle \nu _{1}} в разных точках равно {\displaystyle {\frac {\nu _{2}}{\nu _{1}}}={\sqrt {\frac {g_{00}(1)}{g_{00}(2)}}}}.
В слабом гравитационном поле {\displaystyle g_{00}=1+{\frac {2\varphi }{c^{2}}}} и с точностью до членов {\displaystyle {\frac {\varphi }{c^{2}}}}:
{\displaystyle {\frac {\nu _{2}-\nu _{1}}{\nu _{1}}}=-{\frac {\varphi _{2}-\varphi _{1}}{c^{2}}}}
Таким образом, в условиях эксперимента относительное изменение частоты света должно составлять
{\displaystyle {\frac {\delta \nu }{\nu }}=-{\frac {gH}{c^{2}}}=-2{,}46\times 10^{-15},}
где g — ускорение свободного падения,
H = 22,5 м — расстояние (высота излучателя относительно поглотителя).
Абсолютный сдвиг энергии для гамма-квантов железа-57 с энергией E = 14,4 кэВ составлял при этом всего 3,54·10−11 эВ.
Точности имеющейся у Паунда и Ребки аппаратуры не хватало для таких измерений. Даже естественная ширина самого́ распадающегося уровня Γ = ħ/τ = 4,6·10−9 эВ, обусловленная его конечным временем жизни (τ = 142 нс), была на два порядка больше, чем ожидавшийся эффект. Тогда исследователи придумали остроумный приём для повышения точности измерений сдвига частоты: они догадались двигать источник фотонов вверх и вниз со скоростью {\displaystyle v_{0}\cos \omega t,} где {\displaystyle \omega } было некоторой постоянной частотой, несколько десятков герц, а {\displaystyle v_{0}} было подобрано так, чтобы доплеровский сдвиг частоты от него намного превышал предполагаемый гравитационный сдвиг частот. Гравитационное красное смещение, вызванное различием гравитационного замедления времени в точках излучения и приёма, добавляется к доплеровскому смещению и гравитационный относительный сдвиг частоты можно оценить по изменениям легко регистрируемого доплеровского смещения. Источником была железная фольга толщиной 15 мкм с внедрённым в неё кобальтом-57 активностью около 0,4 Ки, при распаде которого путём электронного захвата (с периодом полураспада 272 дня) возникало железо-57 в возбуждённом состоянии с энергией 14,4 кэВ. В эксперименте источник был помещён на подвижный элемент пьезодинамика, на который подавался синусоидальный сигнал звуковой частоты 50 Гц. Данные снимались в течение каждой четверти периода (5 мс) вокруг момента максимальной скорости источника. Кроме того, источник вместе с пьезодинамиком был помещён на гидравлическом поршне, который обеспечивал поступательное равномерное перемещение источника к поглотителю (или от него) со скоростью около 6·10−4 см/с; это устройство позволяло по известному сигналу (доплеровскому красному или синему смещению от постоянной скорости источника) откалибровать полученный спектр. Между источником и поглотителем располагалась труба диаметром 40 см из пластиковой плёнки, наполненная гелием под атмосферным давлением, для устранения поглощения гамма-квантов в воздухе. Железо-57 как мёссбауэровский изотоп было выбрано благодаря тому, что с ним можно работать при комнатной температуре (в отличие, например, от цинка-67, с которым приходилось работать при температуре жидкого гелия), а также благодаря большому периоду полураспада источника (57Co) и высокой интенсивности гамма-линии.
Детектором гамма-квантов служила сборка из семи сцинтилляторов NaI толщиной 7 мм, установленных на фотоэлектронных умножителях. На сцинтилляторы сверху устанавливались поглотители — семь бериллиевых дисков толщиной 1 см, на которые гальванически была нанесена плёнка из железа, обогащённого железом-57 до 32 %.
Вначале Паунд и Ребка получили значение относительного сдвига частоты гамма-квантов в 4 раза больше ожидаемого. Это различие объяснялось разностью температур источника и мишени, что было указано Джозефсоном. Тепловое движение атома-источника (как и атома-поглотителя) за счёт классического эффекта Доплера в среднем не сдвигает линии излучения и поглощения, приводя лишь к их уширению, поскольку в классический доплеровский сдвиг даёт вклад лишь проекция скорости излучателя (приёмника) на направление распространения фотона, а эта проекция в среднем равна нулю. Однако спецрелятивистское замедление времени (релятивистский эффект Доплера) зависит не от направления скорости источника (приёмника), а лишь от её абсолютной величины, поэтому в среднем не обнуляется. В результате теплового движения релятивистский эффект Доплера при разности температур источника и поглотителя в 1 °C даёт относительный сдвиг частот {\displaystyle {\frac {\left\langle v^{2}\right\rangle }{2c^{2}}}} около 2,20·10−15, почти равный ожидаемому общерелятивистскому эффекту. Исследователям пришлось измерять эти температуры и учитывать их разность. Лишь после этого был получен окончательный результат для гравитационного смещения частоты: {\displaystyle {\frac {\delta \nu }{\nu }}=-(2{,}57\pm 0{,}26)\times 10^{-15},} в пределах ошибок измерения совпадавший с теоретическим предсказанием ОТО.

## Дальнейшие эксперименты
В 1964 году Паунд (совместно со Снайдером) улучшил точность эксперимента на порядок, получив совпадение измеренного и теоретического значений с точностью около 1 %.
В 1976 году группой физиков Смитсоновского института под руководством Роберта Вессо был проведён эксперимент Gravity Probe A по измерению гравитационного смещения частот между двумя водородными мазерами, одним наземным и другим, установленным на суборбитальной ракете Scout, запущенной на высоту 10 273 км. Предварительная обработка результатов дала погрешность 0,007 % от теоретического значения. На 2014 год этот эксперимент пока остаётся наиболее точным среди экспериментов, определяющих разность хода часов в точках с различными гравитационными потенциалами (то есть гравитационное красное смещение).
Среди чисто лабораторных экспериментов по измерению гравитационного красного смещения можно отметить работу физиков Национального института стандартов и технологии (США) 2010 года, в которой этот эффект был с помощью атомных часов измерен между точками, разделёнными по вертикали расстоянием менее метра.
В настоящее время гравитационное замедление времени рутинно учитывается при определении международной шкалы атомного времени — показания отдельных атомных часов, составляющих пул хранителей времени этой шкалы и находящихся в лабораториях на разной высоте над уровнем моря, приводятся к поверхности геоида. Поправка на гравитационное замедление времени (а также на релятивистский эффект Доплера, который в данном случае имеет обратный знак) вводится в бортовые часы навигационных спутников GPS и GLONASS. Так, на высоте спутников GPS (20 180 км) поправка на гравитационное красное смещение относительно поверхности Земли составляет −45 мкс в сутки (знак минус означает, что часы без поправки на орбите идут быстрее, чем на Земле).

## Значение в истории науки
Стивен Вайнберг отмечает, что эксперимент Паунда и Ребки имеет особое значение, как независимая от экспериментов Этвеша и Дикке проверка принципа эквивалентности. Кроме того, эксперимент Паунда и Ребки является первым проведённым в земных условиях экспериментом по изучению влияния гравитации на электромагнитные явления.